# Hauptfriedhof Hochheimer Höhe

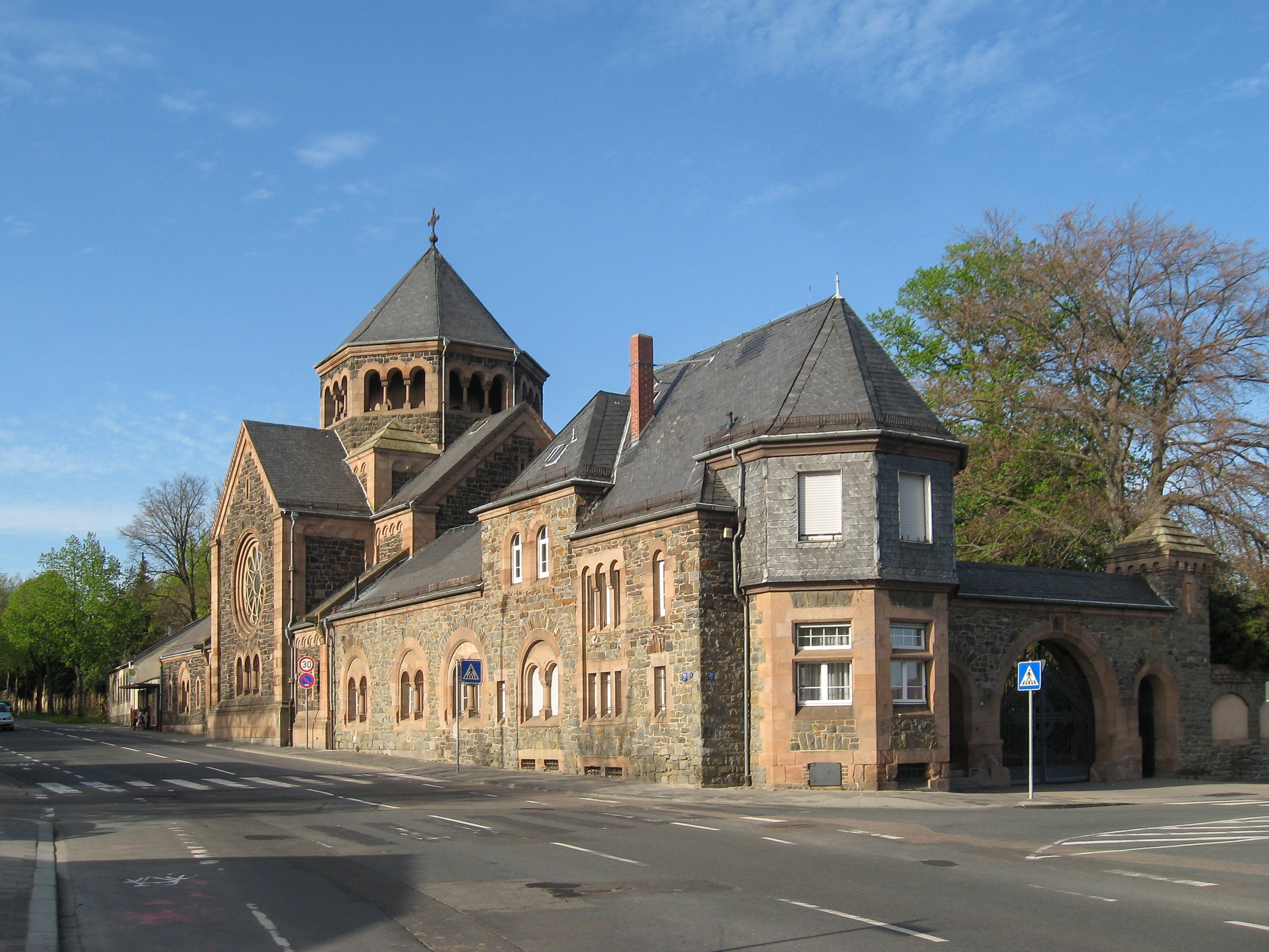
Friedhofsgebäude und Haupteingang

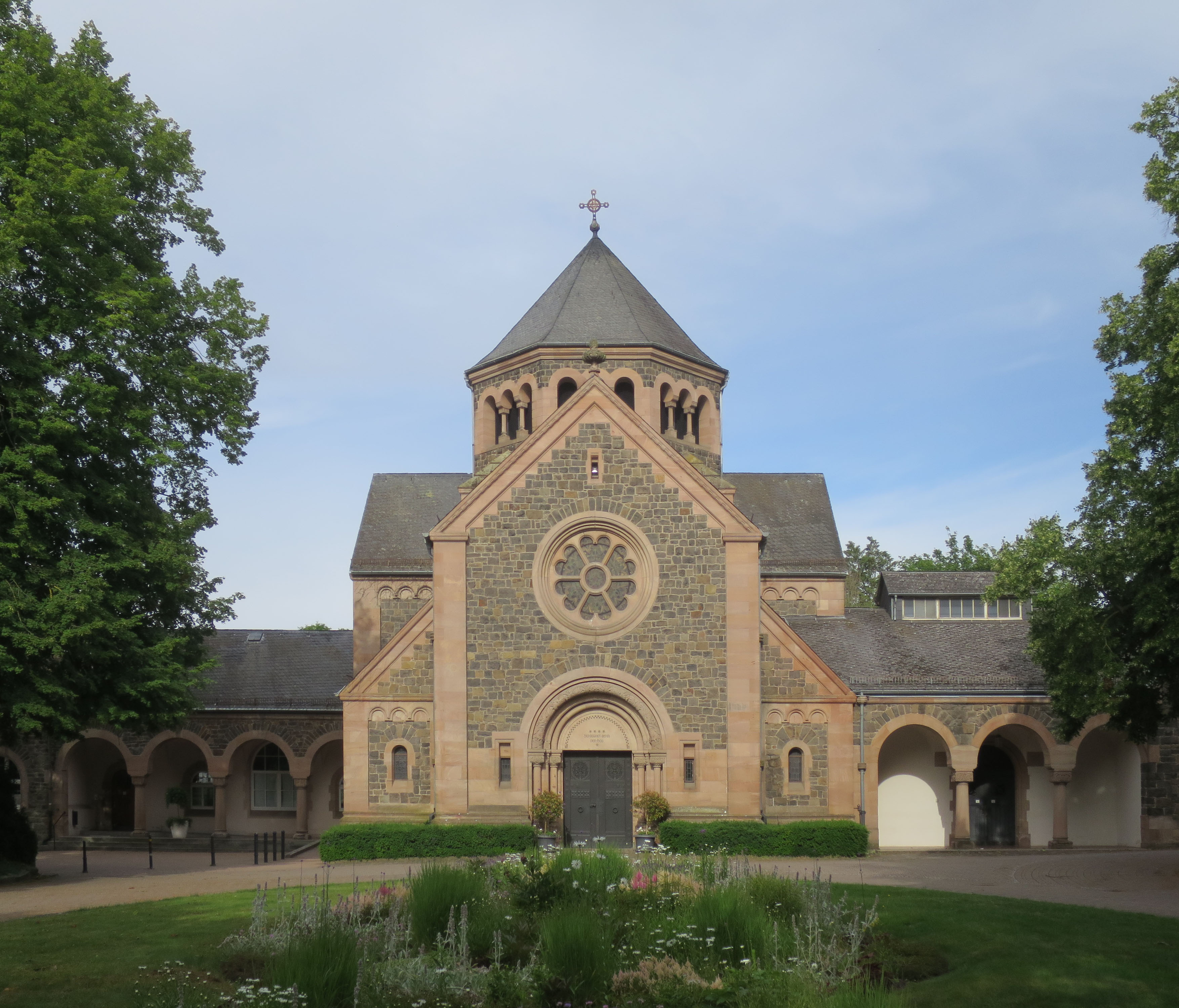
Trauerhalle, Friedhofsseite

Der Hauptfriedhof Hochheimer Höhe ist der zentrale Friedhof für die Stadt Worms und die Stadtteile Hochheim und Neuhausen. Der zwischen 1899 und 1902 angelegte Parkfriedhof ist als Denkmalzone ausgewiesen. Nach mehreren Erweiterungen umfasste er 2012 etwa 25 ha. Innerhalb des Hauptfriedhofs liegen der neue jüdische Friedhof der Stadt Worms und der Worms (Hochheim Hill) Cemetery, eine Kriegsgräberstätte der Commonwealth War Graves Commission.

## Geschichte

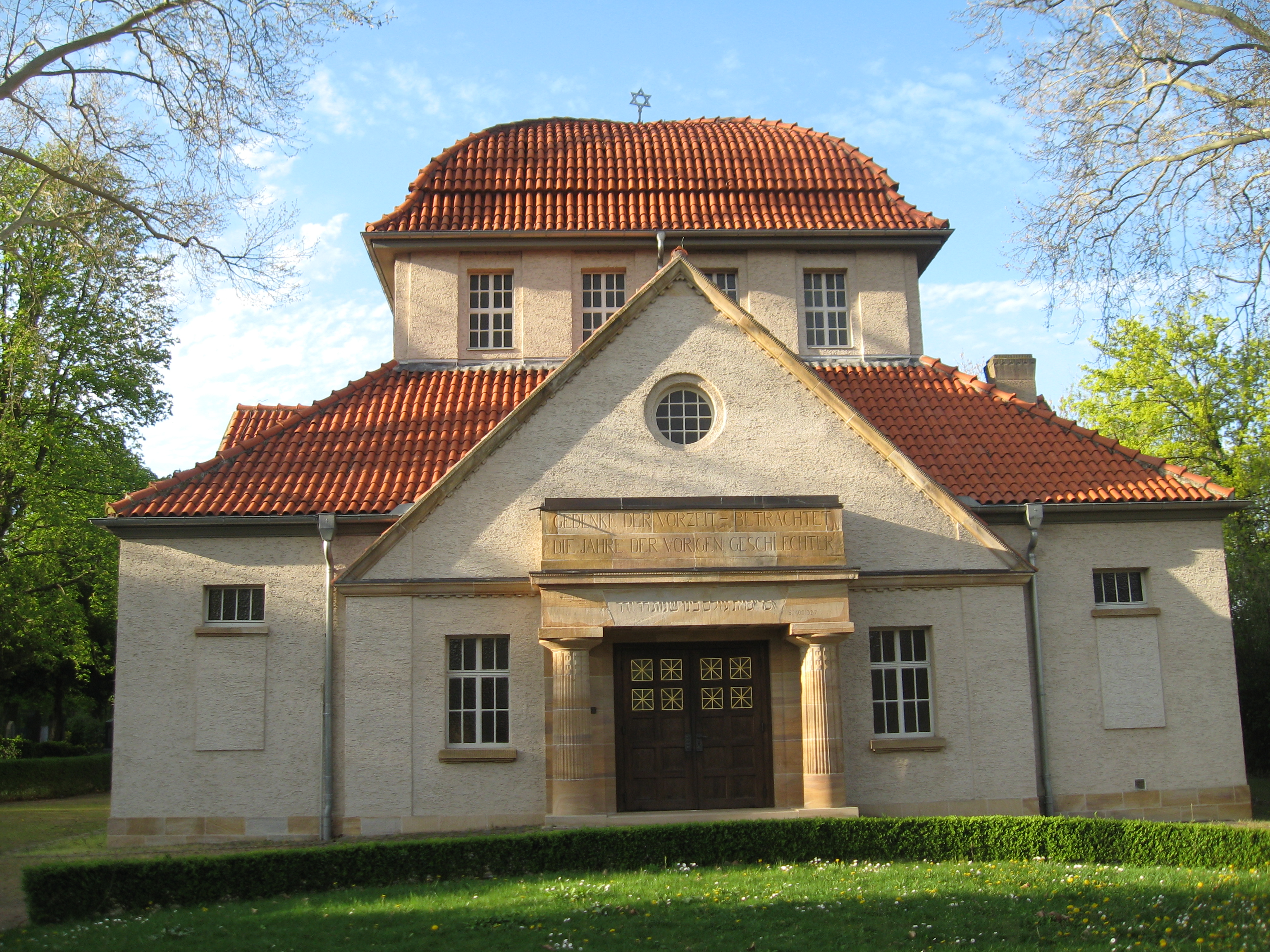
Trauerhalle auf dem neuen jüdischen Friedhof

Ende des 19. Jahrhunderts war die Kapazität der bisherigen städtischen Friedhöfe erschöpft: Der erst 1840 angelegte „Friedhof am Bahnhof“ (heute Albert-Schulte-Park) war bereits 1878 geschlossen worden, da eine Erweiterung wegen der inzwischen fast vollständigen Umbauung nicht möglich war, und der 1878 eröffnete „Rheingewannfriedhof“ war hochwassergefährdet. Deshalb beschloss die Wormser Stadtverordnetenversammlung 1898 unmittelbar nach der Eingemeindung von Hochheim die Neuanlage eines zentralen Friedhofs oberhalb des neuen Stadtteils. Für die Anlage des Friedhofs erwarb die Stadt zunächst 30 Morgen (7,5 ha) Ackerland gegenüber dem bisherigen Hochheimer Friedhof.
Die Planung der Friedhofsanlage wurde zunächst dem Stadtbaumeister Karl Hofmann und dann seinem Nachfolger Georg Metzler übertragen. Bereits 1899 wurde mit dem Bau der ersten Gebäude begonnen, Metzlers Gesamtkonzeption des Parkfriedhofs stimmten die Stadtverordneten am 4. September 1900 zu. Obwohl die Friedhofsgebäude erst teilweise fertiggestellt waren, wurde der Friedhof am 22. März 1902 eröffnet, gleichzeitig wurde der Rheingewannfriedhof geschlossen. Die Gebäude wurden am 20. Januar 1905 an die Stadt übergeben.
Die erste Erweiterung des ursprünglich nur 2 ha großen Friedhofs war bereits 1907 notwendig, sie folgte wie alle Erweiterungen bis 1917 dem Plan Metzlers. Da der alte jüdische Friedhof Heiliger Sand ebenfalls keinen Raum für Bestattung mehr aufwies, wurde 1911 östlich des Friedhofs ein neuer jüdischer Friedhof angelegt. 
1925 war die Kapazität des Friedhofs erneut erschöpft, unter Gartenbaudirektor Thierolf wurde eine Erweiterung um 5 ha geplant, die mit drei Achsen an den Parkfriedhof anschloss. Die Erweiterungen bis 1963 griffen – zum Teil verändert – Thierolfs großzügiges axiales Konzept auf. Erst danach flossen wirtschaftliche Aspekte stärker in die Planung ein, da bisher der Anteil an Bestattungsflächen durch die parkähnliche Gestaltung verhältnismäßig gering war. Die bislang letzte Friedhofserweiterung von 2009 wurde zur Anlage eines muslimischen Friedhofsteils genutzt.
Die 2007 vom Wormser Stadtrat beschlossene Ansiedlung eines privatwirtschaftlichen Krematoriums auf dem Friedhof wurde bislang nicht umgesetzt.

## Beschreibung

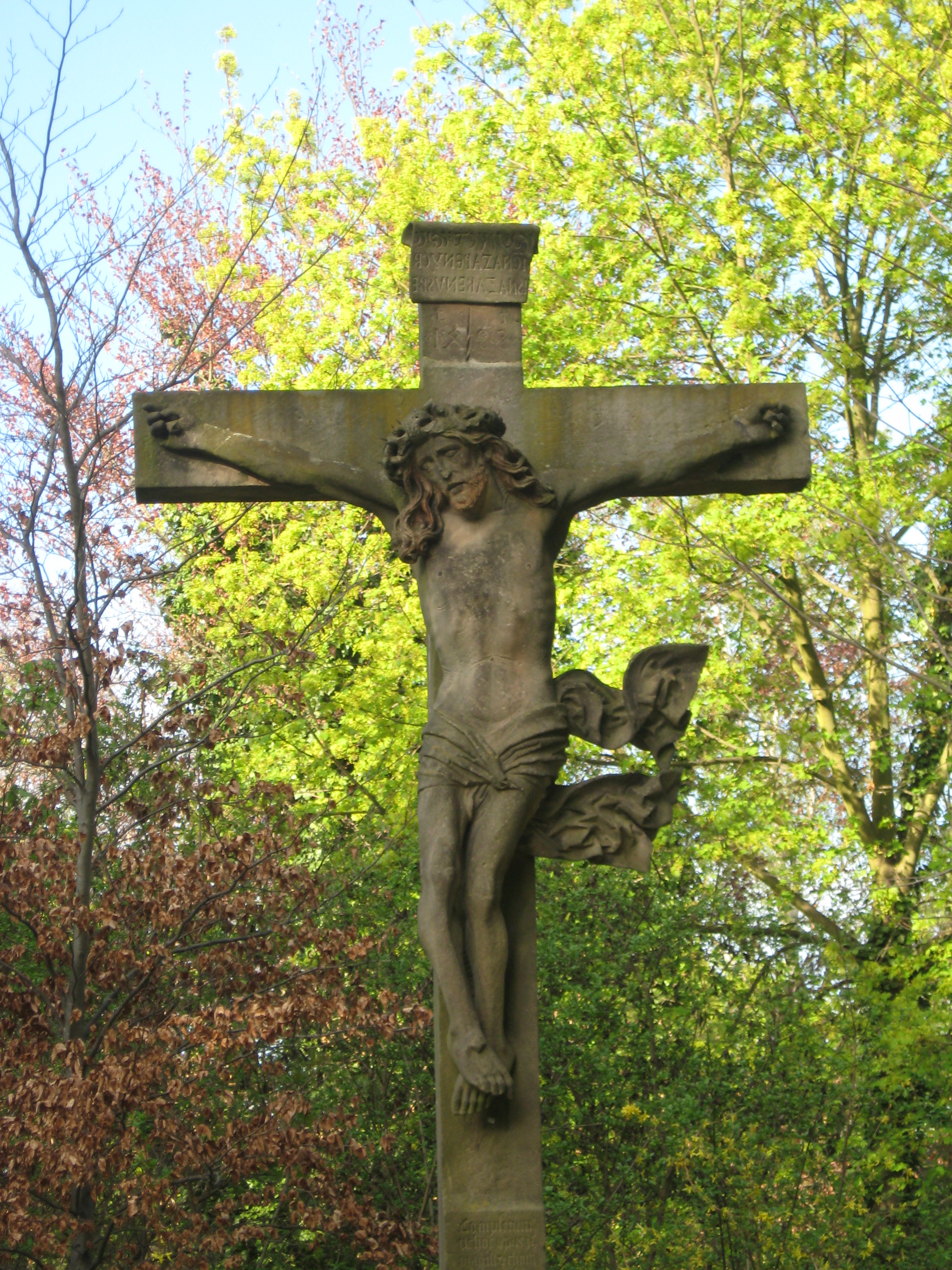
Spätgotisches Friedhofskreuz

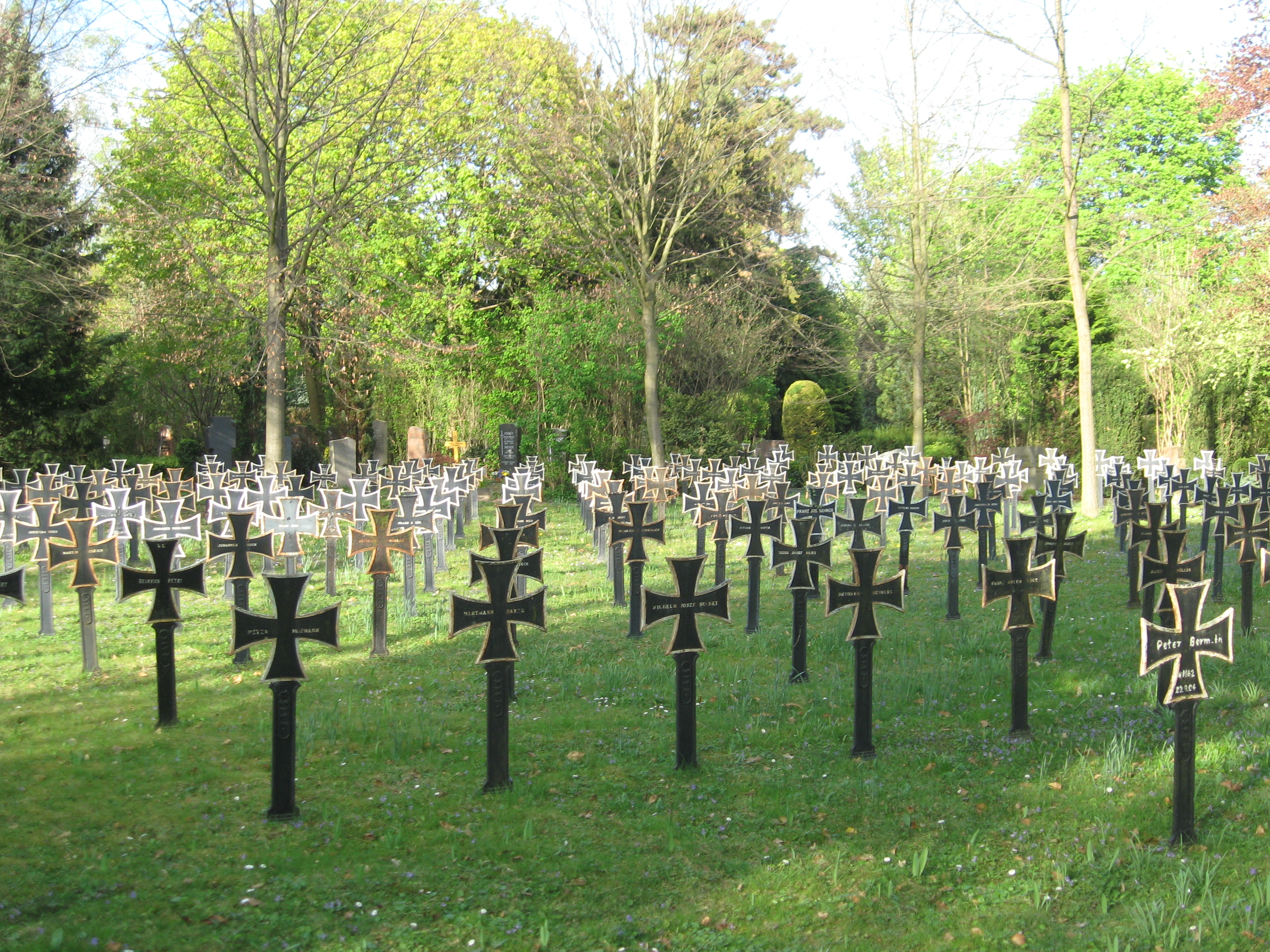
Ehrenfeld für die Veteranen des Deutsch-Französischen Kriegs 1870/71

Der Friedhof ist eine Nord-Süd orientierte langrechteckige bewaldete Parkanlage, der Hauptzugang mit der Aussegnungshalle in Form einer Kapelle, der Leichenhalle und den Verwaltungsgebäuden befindet sich an der Südwestecke der Anlage. Für die Friedhofsgärtnerei wurde im Rahmen der Erweiterungen in den 1970er Jahren ein zentral innerhalb des Friedhofs gelegenes Betriebsgebäude geschaffen.
Die ursprüngliche Anlage Metzlers wird hufeisenförmig von einem umlaufenden Hauptweg eingefasst, an sie schließen sich nach Norden die drei von Thierolf entworfenen Achsen an. Östlich davon liegen die jüngeren, weniger großzügigen Erweiterung nach 1963, sie umschließen den neuen jüdischen Friedhof auf drei Seiten. Im Nordosten liegt das muslimische Gräberfeld.
Die Friedhofskapelle und die Verwaltungsgebäude sind neoromanische Sandsteingebäude, die Gestaltungselemente des Wormser Doms und der nahegelegenen Bergkirche in Hochheim aufnehmen. Die Aussegnungshalle ist ein kreuzförmiger Zentralbau mit Vierungsturm. Der Entwurf dieser Gebäude stammt von Stadtbaumeister Hofmann, während sein Nachfolger Metzler die jüdische Trauerhalle auf dem neuen jüdischen Friedhof entworfen hat.
1909 wurde das 1493 von Meister Thomas geschaffene spätgotische Friedhofskreuz des Bahnhoffriedhofs auf den neuen Hauptfriedhof versetzt. Ursprünglich stand es auf dem Amandus-Friedhof nahe der Liebfrauenkirche. Der geschwungene Körper Christi mit wallendem Haar und flatterndem Lendenschurz zeigt den Einfluss von Niclas Gerhaert van Leyden, zudem wird eine Verbindung Thomas’ zu dem Kreis um Hans Seyfer angenommen. Der hügelartige Sockel des Kreuzes erinnert an die Schädelstätte.
Innerhalb des Friedhofs befinden sich zahlreiche Grabfelder mit Ehrengräbern:
- Ehrenfeld mit eisernen Grabkreuzen für die Veteranen des Deutsch-Französischen Kriegs 1870/71
- Ehrenfelder für die Opfer des Ersten Weltkriegs, 1917/18 angelegt, mit einer Skulptur für die Gefallenen von Ernst Müller-Braunschweig, Charlottenburg, von 1919
- Feld für französische Kriegsopfer des Ersten Weltkriegs und französische Zivilisten mit Denkmal „Patrie“
- „Alliierter Friedhof“, darin
  - Feld mit Einzelgräbern russischer Kriegsopfer des Ersten Weltkriegs, Ehrenmal von 1918
  - Worms (Hochheim Hill) Cemetery mit einem Ehrenmal für 113 britische Kriegsopfer des Ersten Weltkriegs, 1922 angelegt
- Ehrenfelder für die Opfer des Zweiten Weltkriegs
- Ehrenmal für die Toten der Luftangriffe im Zweiten Weltkrieg
- Gräberfelder für polnische und russische Zwangsarbeiter während des Zweiten Weltkriegs
- Gräberfeld für die Opfer des Busunfalls vom 24. Juli 1954 bei Worms-Abenheim[3]

Darüber hinaus gibt es zahlreiche private Grabstätten von Denkmalwert. Die 1901 an der westlich des Friedhofs verlaufenden Höhenstraße gepflanzte Lindenallee ist als Naturdenkmal geschützt.